# Whitman (Massachusetts)
Whitman – miasto w Stanach Zjednoczonych, w stanie Massachusetts, w hrabstwie Plymouth.
Urodził się tutaj Francis Spellman, amerykański duchowny katolicki, arcybiskup Nowego Jorku, kardynał.